# Ipatjev-klooster
Het Ipatjev-klooster van de Heilige Drie-eenheid (Russisch: Свято-Троицкий Ипатьевский монастырь) of Hypathiosklooster is een Russisch-orthodox klooster in de Russische stad Kostroma. Het klooster is gelegen aan de plek waar de rivier de Kostroma uitmondt in de Wolga. Tegenwoordig is het een klooster voor monniken, dat wegens de belangrijke historische betekenis en bebouwing tot de belangrijkste bezienswaardigheden van de zogenaamde Gouden Ring behoort.

## Geschiedenis
Het Ipatjev-klooster wordt voor het eerst in een oorkonde uit het jaar 1432 genoemd.
Volgens een 17e-eeuwse legende zou de stichting ongeveer een eeuw eerder plaatsgevonden hebben door Tsjet, een tot het christendom bekeerde Tartaarse prins, op de plaats waar hij een visioen van de maagd Maria met kind Jezus gekregen had. Boris Godoenov, tsaar van Rusland in 1598-1605, zou een nazaat van deze prins Tsjet zijn. Tegenwoordig wordt het bestaan van deze "prins Tsjet" betwijfeld.
De oorspronkelijk houten gebouwen werden in de 16e eeuw door stenen gebouwen vervangen. Ook kreeg het klooster tot elf meter hoge vestingmuren met wachttorens. Tot op de dag van vandaag zijn deze gebouwen gedeeltelijk behouden.
Het klooster werd in 1609 bezet door aanhangers van de Valse Dimitri II. In september van hetzelfde jaar werd het klooster bevrijd. De latere en eerste Russische tsaar Michaël Fjorowitsj Romanov verbleef in die tijd in het Ipatjev-klooster. Ook tijdens de Pools-Litouwse invasie hield Michaël Romanov zich met zijn familie schuil in het Ipatjev-klooster. Na de overwinning op de Pools-Litouwse troepen werd Michaël in februari 1613 op deze plek tot tsaar gekozen. Deze gebeurtenissen brachten het klooster nog meer roem en welstand, immers het klooster gold sindsdien in zeker opzicht als de wieg van de Romanov-dynastie en werd met forse toelagen van de Romanovs bedacht.
Nadat een buskruitexplosie de Drie-eenheidskathedraal volledig verwoestte, werd in de jaren 1650-1652 de huidige kathedraal gebouwd.
Nog tot ver in de 18e eeuw gold het Ipatjev-klooster als een van de rijkste en beroemdste kloosters van Rusland. Pas in 1764 raakte het klooster door onteigening veel bezittingen kwijt. Daarna boette het klooster aan betekenis in. Desondanks bleef het klooster voor de Romanovs tot de laatste tsaar een belangrijke plek: elke Russische tsaar beschouwde het als een plicht om het klooster ten minste eenmaal met een bezoek te vereren.

## Sovjetperiode
Het Ipatjev-klooster deelde na de oktoberrevolutie het tragische lot van veel andere kloosters en kerken: in 1919 werd het klooster gesloten. Bezittingen werden in beslag genomen. De Geboortekathedraal van de Moeder Gods (Russisch: Собор Рождества Пресвятой Богородицы), een vijfkoepelige kerk gebouwd in Russisch-byzantijnse stijl door de bekende architect van Duitse herkomst Konstantin Thon, werd in de jaren 30 volledig gesloopt. Tot de sloop deed de kerk dienst als een anti-religieus museum. Vanaf de jaren 50 werd het klooster weer gerestaureerd en sindsdien kreeg het een museale functie.

## Heropening en herbouw Geboortekathedraal
Vanaf de jaren 90 werd het klooster teruggegeven aan de Russisch-orthodoxe Kerk. In de traditie van de Romanovs bezocht sinds de ineenstorting van de Sovjet-Unie elke Russische president tijdens de ambtsperiode het klooster. Het laatste bezoek was van Dmitri Medvedev op 15 mei 2008.
In hetzelfde jaar werd besloten tot de herbouw van de in de jaren 1930 vernietigde Geboortekathedraal. In 2010 werd er een aanvang gemaakt met de werkzaamheden. Op 3 juni 2013 werden de vijf groene koepels met de kruisen geplaatst op het grotendeels voltooide kerkgebouw. De wijding van het gereconstrueerde godshuis zal geheel volgens de planning in augustus 2013 plaatsvinden, tijdens de viering van het 400-jarig einde van de Tijd der Troebelen..

## Kerken
- Drie-eenheidkathedraal (bouwjaar 1652)
- Kathedraal van de Geboorte van de Heilige Moeder Gods (bouwjaar 1860-1862, gesloopt in 1930)
- Poortkerk Chrysanthos en Daria (bouwjaar 1840-1860)
- Kerk van de Heilige Johannes de Theoloog (1681-1686)

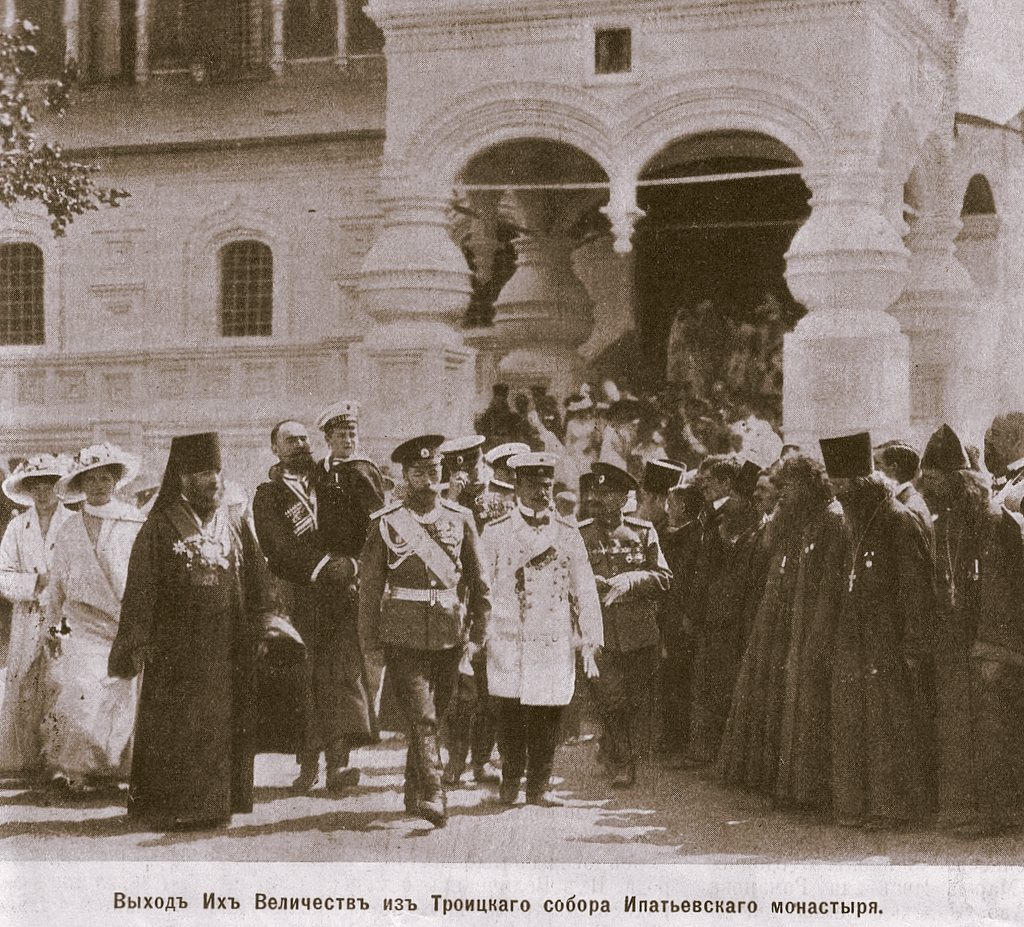
Bezoek van Nicolaas II aan het klooster in 1913
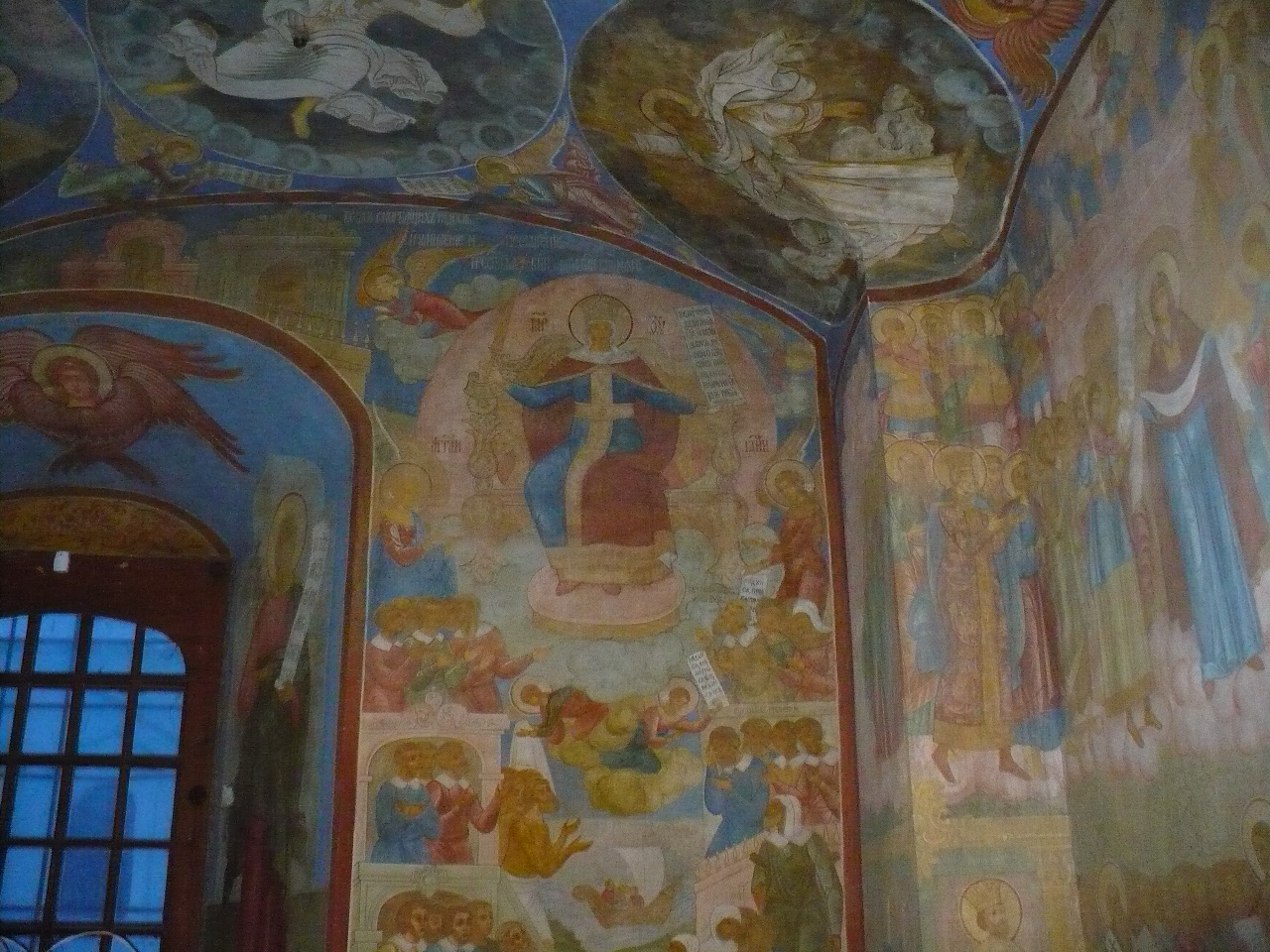
fresco's in de kathedraal
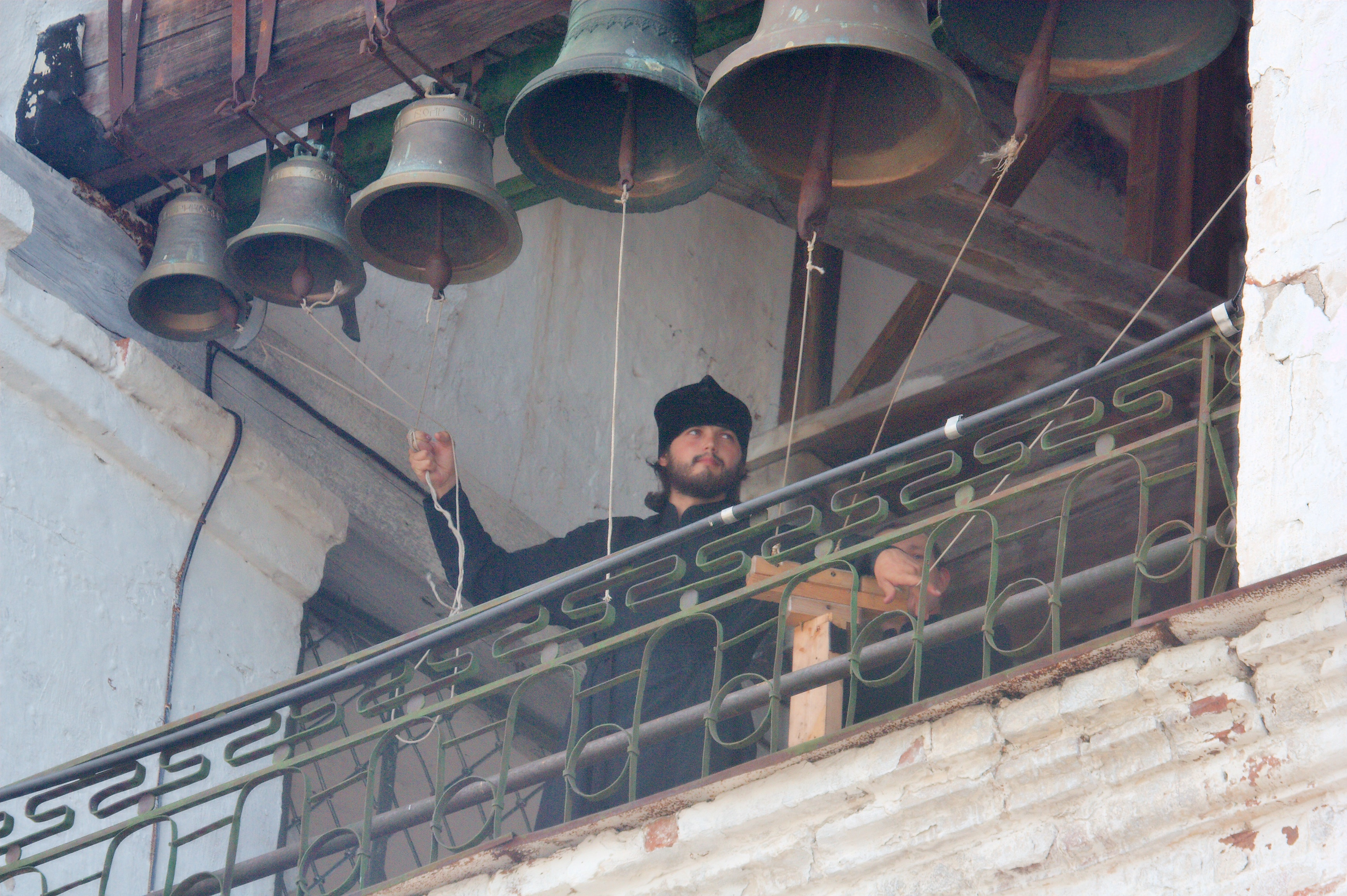
Het luiden van klokken in het Ipatjev-klooster
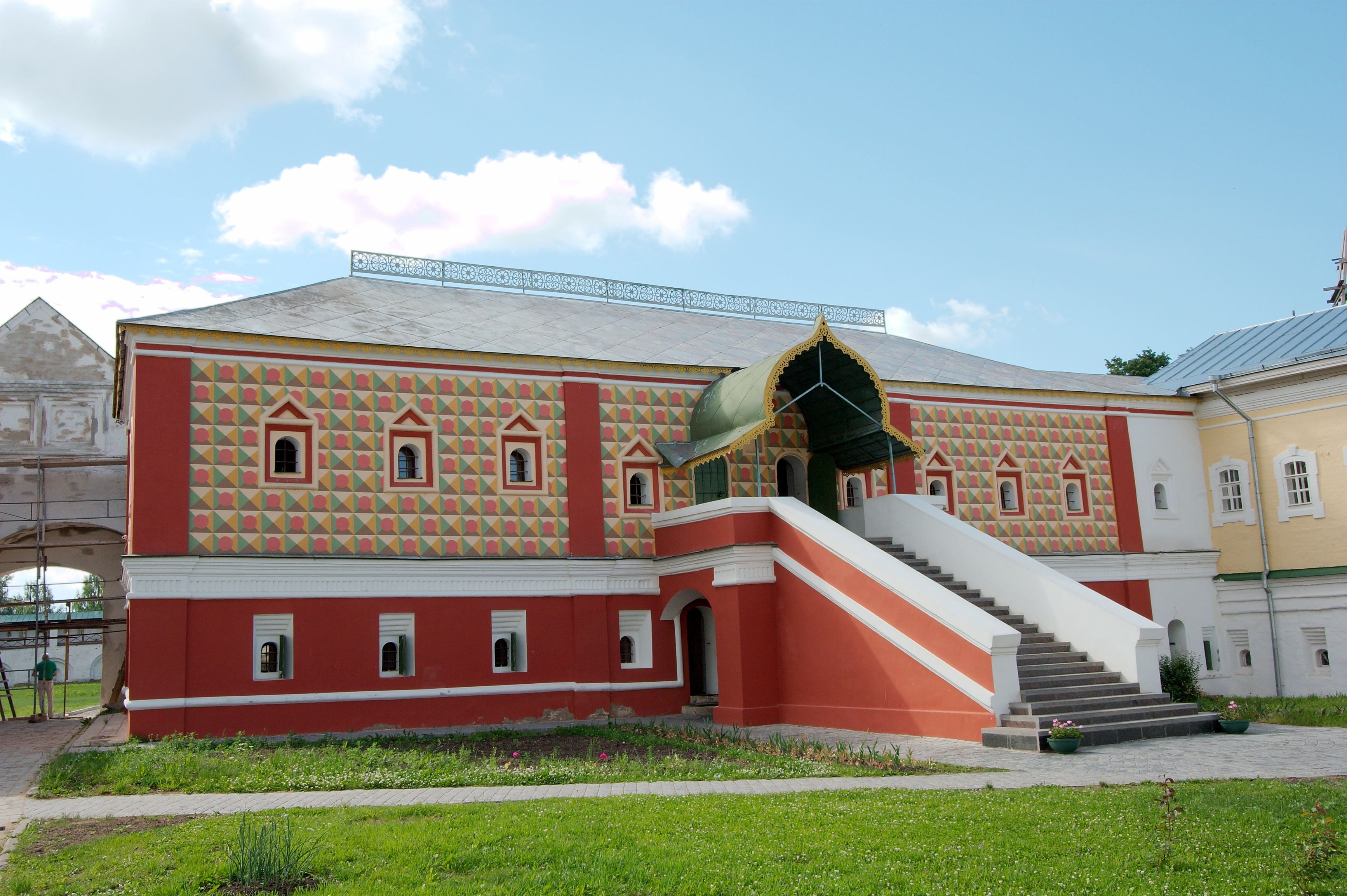
Paleis van de tsaar